# Klopfstein Ernő
Klopfstein Ernő (angolul: Ernest Klopfstein; Nagykőrös, 1883. október 4. – Chicago, 1952. április 26.) szociáldemokrata politikus, szakszervezeti vezető, fafaragó, iparművész, az amerikai-magyar munkásmozgalom egyik meghatározó alakja. Egy időben a New York-i Népakarat és a chicagói Világosság című lapok szerkesztője. Családneve a harmincas évek Magyarországán számos antiszemita vicc inspirációjaként szolgált.

## Gyermek- és ifjúkora
1883. október 4-én született Nagykőrösön, a Csanádról elszármazott Klopfstein (néhol Klopstein) Antal cipészmester és Júlia fiaként. A család nem sokkal később Újpestre költözött, ahol a fiatal Ernő fafaragóként kezdett dolgozni. Tizenegy évesen, 1894-ben már, mint „faragó segéd” szerepelt az újpesti lakásjegyzékben.

## Újpest és a munkásmozgalom
A Magyarországi Szociáldemokrata Párthoz a századforduló környékén csatlakozott és itt ismerte meg első feleségét, Rosenfeld Jozefát is, aki később a hazai szocialista nőmozgalom egyik alapítója lett. A Népszavában először 1903. december 17-én írtak róla, mint „újpesti elvtársról”. Egy évre rá ott volt, amikor az Újpest-Rákospalota közötti vasúti átjárónál a Koalíció szimpatizánsai lerohanták a munkások felvonulását. A támadók között találjuk Héderváry Lehel, Pap Zoltán és Ráth Endre országgyűlési képviselőket, valamint azt az Ugró Gyulát, aki később Újpest első polgármestere lett.

## Az 1906-os országgyűlési választások
Bár 1906. január végén még az „újpesti Kolosszeumban háromezer munkás jelenlétében” szólalt fel általános és titkos választójogot követelve, áprilisban már a szatmári pártszervezet titkáraként hivatkoztak rá az újságok. Egy héttel később be is jelentették indulását az országgyűlési választásokon, mégpedig a fehérgyarmati kerület képviselőjelöltjeként. Kampányát a hatóságok különféle eszközökkel igyekeztek akadályozni, programbeszédét követően például a csendőrség „feltűzött szuronyokkal” hajszolta végig a városon. A választást végül Luby Géza függetlenségi jelölt nyerte, 3702 szavazattal.

## Szatmárnémeti
A darabontkormány bukását követően párttitkárként elsősorban a szatmárnémeti munkásság mobilizálásán dolgozott. Országos ismertségre tett szert azzal, hogy a hazai munkásmozgalom történetében elsők között vitte sikerre roma dolgozók munkabeszüntetését. Az 1906 tavaszán tartott téglagyári sztrájk jelentőségét mutatja, hogy arról Ady Endre is beszámolt visszaemlékezéseiben.
Klopfsteinnek emellett kiemelt szerepe volt abban, hogy 1906 nyarán általános sztrájk kezdődött Szatmárnémetiben, napokra megbénítva ezzel a várost. A megyeszékhelyen gyakorlatilag minden szolgáltatás szünetelt a tömegközlekedéstől kezdve a közvilágításig. A munkabeszüntetésnek az adta a végső lökést, hogy a szociáldemokrata párt titkáraként „sztrájkra való izgatás miatt” előbb letartóztatták, majd „vasra verve vitték végig az utcán”. Ezzel az országos lapok címoldalaira került.

## Arad
A szatmári általános sztrájk után nem sokkal megválasztották az aradi szociáldemokraták párttitkárának. Az egykori megyeszékhelyen többek között a „cigányzenészek kétségbeejtő helyzetéről” tartott beszédeket és támogatta a helyi pincérek munkabeszüntetését. Utóbbi miatt először pert indítottak ellene, majd többször meg is fenyegették halálosan. Sőt, 1907. január 2-án éjszaka megpróbálták leszúrni, de a „télikabátja és a ruhája felfogta a döféseket”.
A gyilkossági kísérlet ellenére tovább folytatta az agitációt Aradon. Alig két héttel később, a II. Miklós orosz cár elleni merényletről tartott beszédében úgy fogalmazott: „megdicsérném, ha valaki nálunk is elkövetne ilyesmit”. Ezt a félmondatot a polgári lapok „királygyilkosságra való lázításként” tálalták, a tudósítás pedig a bécsi újságokban is megjelent. Az eset miatt a kabinetiroda és a belügyminiszter is vizsgálatot indított. Ügye az Országgyűlésben is téma lett. Mivel ekkor már 22 féle politikai eljárás folyt ellene, 1907 nyarán úgy döntött, hogy a várható börtönbüntetés elől Svájcon keresztül az Egyesült Államokba menekül.

## Amerikai emigrációban
A hivatalos dokumentumok szerint Klopfstein Ernő 1907. június 18-án szállt partra New Yorkban, ahol először a 14. utca és a B sugárút sarkán lakott egy ismerősénél. Tíz nappal később az amerikai Szocialista Munkáspárt (Socialist Labor Party of America) lapjának szerkesztője levélben tájékoztatta Szabó Ervint, hogy a Népakarat című újság adminisztratív teendőit a jövőben Klopfstein fogja ellátni.
Bár a pontos dátum nem ismert, visszaemlékezések alapján annyi biztosan állítható, hogy New Yorkból 1910 környékén Chicagóba költözött, ahol már a szocialista munkáspárt titkáraként hivatkoztak rá. Innen még ugyanebben az évben Cleveland-be tette át a székhelyét, ahol 1912-ig a párt lapjának szerkesztésén dolgozott és gyűjtéseket szervezett a hazai munkásmozgalomnak.
1913 októberében rövid időre ismét feltűnt New Yorkban, egy évre rá viszont már Chicagóban csatlakozott a Világ Ipari Munkásainak (Industrial Workers of the World, IWW) magyar szervezetéhez. Beszédeiben a pártoktól eltávolodva egyre inkább a szakszervezetiség mellett kezdett érvelni. Két évvel később Tarczai Lajossal közösen vágott bele a Világosság című lap szerkesztésébe. Emellett segített a Chicago környéki településeken megalapítani az IWW helyi osztályait. Később belépett a Munkás Betegsegélyező és Önképző Szervezetbe is. Sőt, a Vorwaerts Turner Hall-ban az ő rendezésében vitték színpadra a Vígszínház akkoriban népszerű darabját.
1918 szeptemberében behívták katonának, két évvel később pedig Chicagóból is elkerült. Legközelebb Los Angelesben bukkant fel, ahol 1921 őszén feleségül vette egy közeli ismerőse özvegyét, Kiesman Máriát. Bár kaliforniai tevékenységéről viszonylag keveset tudunk, annyi biztos, hogy 1923 novemberében még egy „elvtárs” temetésén mondott beszédet Santa Monicán.
Los Angeles után ismét a Szeles városban próbált szerencsét. Újraházasodott és több formatervezési szabadalmát is levédette. Emellett számos tiltakozást szervezett az amerikai Horthy-szimpatizánsok által finanszírozott Kossuth-szobor felállítása ellen. Nem sokkal később többedmagával megalapította a Liga a Horthyzmus Ellen helyi szervezetét. Bár 1930 decemberében beválasztották a chicagói Idegenvédelmi Bizottságba is, ideje nagy részét inkább nyilvános vitákon való szereplésre fordította. Rendszeresen tartott előadásokat és beszélgetéseket a Chicagói Magyar Munkás Klubban, főként szindikalizmus és szakszervezetiség témában.
Mint akkoriban sokakat, a Nagy gazdasági világválság végül őt is utolérte. Munka után kutatva rövid időre Indianába költözött, majd szakítva a Világ Ipari Munkásainak mozgalmával, 1930 végén belépett a Kommunista Pártba (Communist Party of the United States of America). Márciusban már a szervezet szónokaként emlegették az újságok, de részt vett a munkások szervezésében és folyamatosan publikált az Új Előrében is. 1932 júniusában ő is tárgyalt az Amerikába érkező magyar Szovjet-delegációval.
A harmincas évek közepétől visszavonult a politikától. Ötvenkilenc évesen, 1942-ben még behívták katonának. Egy évtizeddel később, 1952. április 26-án halt meg Chicagóban.

## Házassága és gyermekei
Háromszor házasodott. Első felesége Rosenfeld Jozefa (1904), a második Kiesman Mária (1921), a harmadik pedig Ajtay Mária (1926) volt. Három házasságából négy gyereke született: Irén (1905), Jolán (1907), Margaret (1927) és Erwin (1930).